# Василево (община)
Община Василево (мак. Општина Василево) — община в Північній Македонії. Адміністративний центр — село Василево. Розташована на південному сході Македонії, Південно-Східний статистично-економічний регіон, з населенням 12 122 мешканців, які проживають на площі — 230,4 км².